# کی‌اس‌اس
کی‌اس‌اس (نروژی: KSS) شرکت ترابری نروژی است، که در سال ۱۸۷۴ تأسیس شد.